# 福州市施程小学
福州市施程小学创办于1937年1月，是福州市仓山区的一所公办小学。

## 学校简介
福州市施程小学于1937年1月1日在福州挂牌成立，学校地址位于福州市仓山区，这所3000多平方米的小学，面积不大，但却给了孩子800平方米的足球场在2012年成为了为足球特色学校。学校主要经营承担小学阶段普通教育教学任务。